# Jan-Lucas Dorow
Jan-Lucas Dorow (* 26. April 1993 in Zweibrücken) ist ein deutscher Fußballspieler.

## Karriere
Dorow begann das Fußballspielen beim SV Altenkirchen (mittlerweile in SV Kohlbachtal umbenannt) und wechselte 2008 in die Jugendabteilung des 1. FC Kaiserslautern. Nachdem er in der Saison 2013/14 für die zweite Mannschaft des FCK 18 Partien in der Regionalliga Südwest absolviert und dabei neun Tore erzielt sowie vier weitere vorbereitet hatte, wurde er in den Zweitligakader für das Heimspiel gegen den SC Paderborn am 13. Dezember 2013 berufen. In der 87. Minute kam er zu seinem Debüt für die A-Mannschaft des FCK, als er für Enis Alushi eingewechselt wurde. Zum 1. Juli 2014 nahm der FCK Dorow für die kommenden drei Spielzeiten als Profispieler unter Vertrag. Zur Rückrunde der Saison 2014/15 wurde er an den Drittligisten 1. FSV Mainz 05 II verliehen. Von 2016 bis 2019 war Dorow für Wormatia Worms in der Regionalliga Südwest aktiv. Von 2019 bis 2021 spielte er in der Regionalliga West bei Rot-Weiss Essen. Zur Saison 2021/22 wechselte er innerhalb der Liga zu Rot-Weiß Oberhausen. Dort war er zwei Spielzeiten aktiv und erzielte zehn Treffer in 61 Pflichtspielen. Seit der Saison 2023/24 steht Dorow bei Eintracht Trier in der fünftklassigen Oberliga Rheinland-Pfalz/Saar unter Vertrag. In seiner ersten Spielzeit schaffte er mit dem Verein als Meister den sofortigen Aufstieg in die Regionalliga Südwest.

## Erfolge
- Südwestpokalsieger: 2018
- Niederrheinpokalsieger: 2020